# Michael Green (Drehbuchautor)

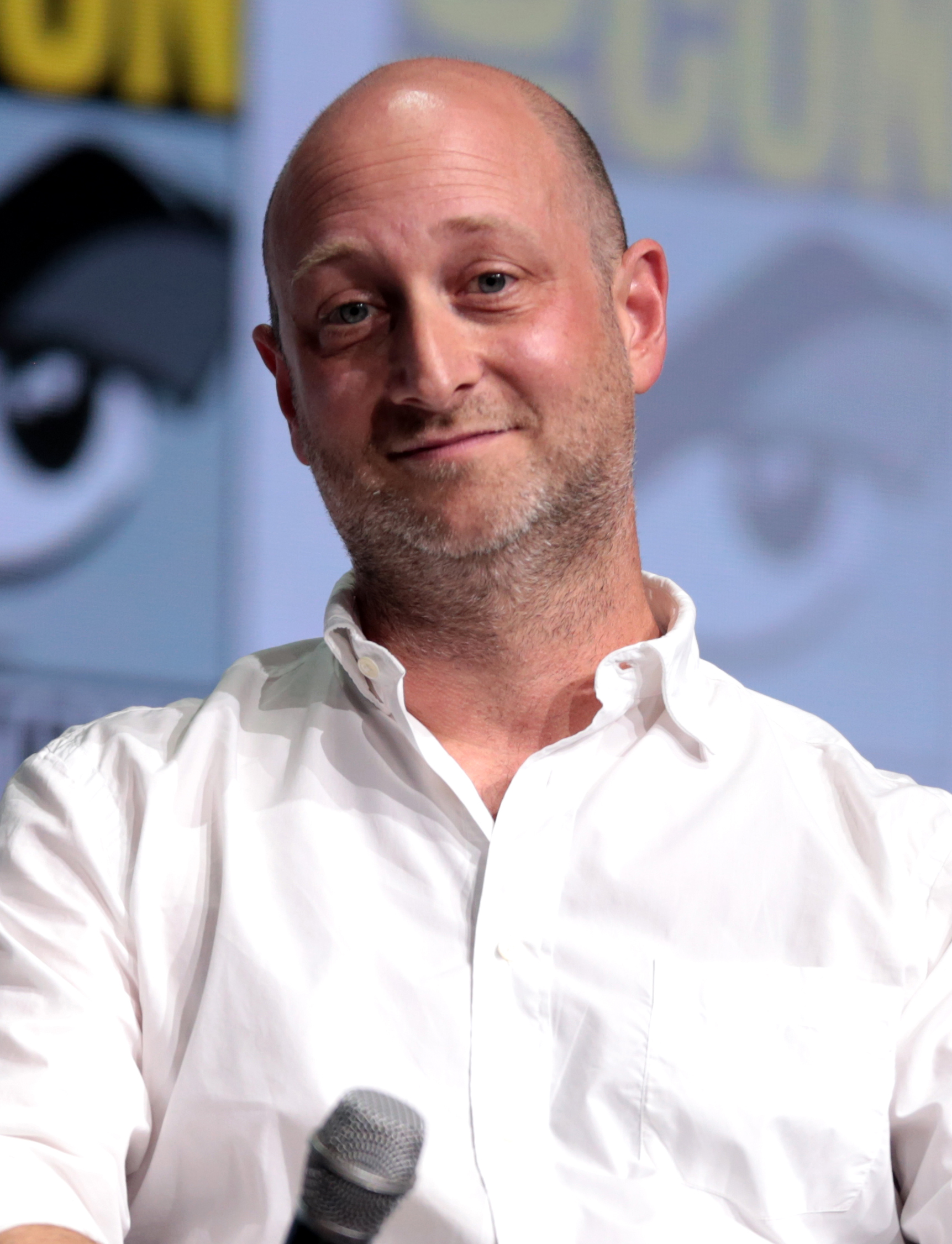
Michael Green auf der Comic-Con in San Diego im Juli 2017

Michael Green (* in Mamaroneck, New York) ist ein US-amerikanischer Drehbuchautor und Film- und Fernsehproduzent.

## Leben
Michael Green wurde als Kind einer jüdischen Familie geboren und wuchs in Mamaroneck in New York auf. Auf Drängen seiner in Israel geborenen Mutter besuchte er eine jüdische Schule, an der Popkultur tabu war. Seine Eltern waren nicht ganz so streng. So entdeckte er die Superhelden und ihre Sprechblasen, Stand-up-Comedy und Fernsehserien für sich. Später schrieb er für seine College-Zeitung die Dating-Kolumne.
Erstmals war Green 1998 für die Folge The Drought der Fernsehserie Sex and the City, bei der Matthew Harrison Regie führte, als Drehbuchautor tätig. Nach Arbeiten für die Fernsehserien Smallville und Everwood begann Green 2007 mit dem Schreiben einer eigenen Serie. Insgesamt wurden bei NBC 13 Folgen von Kings gezeigt. Im gleichen Jahr wurde Green gemeinsam mit weiteren Drehbuchautoren für seine Arbeit an der Fernsehserie Heroes für einen Emmy nominiert.
Mit Green Lantern, der 2011 in die Kinos kam, begann Greens Karriere als Drehbuchautor für Filme. Im Jahr 2012 folgten Arbeiten für den Fernsehfilm Gotham. In dieser Zeit wurde Green von Steven Spielberg angeheuert, um das Drehbuch für dessen geplanten Film Robocalypse zu übernehmen, an dem zunächst Drew Goddard geschrieben hatte. Allerdings platzte dieses Filmprojekt letztlich. Für den Film Logan – The Wolverine, der 2017 bei der Berlinale seine Premiere feierte, schrieb er gemeinsam mit Scott Frank das Drehbuch. Im gleichen Jahr kamen der von Ridley Scott produzierte Science-Fiction-Film Alien: Covenant und der ebenfalls von diesem mitproduzierte Film Blade Runner 2049 von Denis Villeneuve in die Kinos, wobei Green für ersteren gemeinsam mit Jack Paglen die Geschichte schrieb und für letzteren gemeinsam mit Hampton Fancher das Drehbuch für die Fortsetzung zu Blade Runner aus dem Jahr 1982. Ebenfalls 2017 kam mit Mord im Orient Express, einer filmischen Adaption des Romans von Agatha Christie, ein Film in die Kinos, für den Green das Drehbuch schrieb. Green schrieb auch das Drehbuch für die zweite Staffel der auf einem Neil-Gaiman-Roman basierenden Fernsehserie American Gods, die von ihm auch produziert wird. Diese soll im Laufe des Jahres 2018 erstmals ausgestrahlt werden.
Ende Juni 2018 wurde Green ein Mitglied der Academy of Motion Picture Arts and Sciences.

## Filmografie (Auswahl)
- 2001–2002: Smallville (Fernsehserie, 7 Folgen, auch als Produzent)
- 2006–2007: Heroes (Fernsehserie, 2 Folgen, auch als Produzent)
- 2009: Kings (Fernsehserie, 12 Folgen)
- 2011: Green Lantern
- 2017: Logan – The Wolverine (Logan)
- 2017: Alien: Covenant
- 2017: 2036: Nexus Dawn (Kurzfilm)
- 2017: 2048: Nowhere to Run (Kurzfilm)
- 2017: Blade Runner 2049
- 2017: Mord im Orient Express (Murder on the Orient Express)
- 2020: Ruf der Wildnis (The Call of the Wild)
- 2022: Tod auf dem Nil (Death on the Nile)
- 2023: A Haunting in Venice
- 2024: Carry-On

## Auszeichnungen (Auswahl)
Hugo Awards
- 2008: Nominierung in der Kategorie Best Dramatic Presentation – Long Form (Heroes)

Phoenix Film Critics Society Award
- 2017: Nominierung für das Beste adaptierte Drehbuch (Blade Runner 2049)[7]

Primetime Emmy Award
- 2007: Nominierung als Beste Fernsehserie (Heroes)

Oscar
- 2018: Nominierung für das Beste adaptierte Drehbuch (Logan – The Wolverine)

Writers Guild of America Award
- 2007: Nominierung für den WGA Award in der Kategorie New Series (Heroes)